# Episodi de Il trenino Thomas (sedicesima stagione)
La sedicesima stagione de Il trenino Thomas è stata trasmessa in prima visione nel Regno Unito sul canale Channel 5, nel blocco Milkshake!, dal 20 febbraio al 25 dicembre 2012. In Italia è stata trasmessa su Cartoonito.
| nº | Titolo originale                 | Titolo italiano                       | Prima TV UK      |
| -- | -------------------------------- | ------------------------------------- | ---------------- |
| 1  | Race to the Rescue               | Missione soccorso                     | 20 febbraio 2012 |
| 2  | Ol' Wheezy Wobbles               | Ol' Wheezy ha smesso di funzionare!   | 21 febbraio 2012 |
| 3  | Express Coming Through           | Attenzione passa l'espresso!          | 22 febbraio 2012 |
| 4  | Percy and the Monster of Brendam | Percy e il mostro di Brendam          | 23 febbraio 2012 |
| 5  | Ho Ho Snowman                    | Il pupazzo di neve                    | 24 febbraio 2012 |
| 6  | Flash Bang Wallop!               | La foto più bella del mondo           | 27 febbraio 2012 |
| 7  | Thomas and the Rubbish Train     | Thomas e il treno dei rifiuti         | 28 febbraio 2012 |
| 8  | Thomas Toots the Crows           | Lo spaventapasseri                    | 29 febbraio 2012 |
| 9  | Bust my Buffers!                 | Per tutti i respingenti!              | 1º marzo 2012    |
| 10 | Percy and the Calliope           | Percy e la calliope                   | 2 marzo 2012     |
| 11 | Thomas and the Sounds of Sodor   | I veri suoni di Sodor                 | 5 marzo 2012     |
| 12 | Salty's Surprise                 | Un regalo per Salty                   | 6 marzo 2012     |
| 13 | Sodor Surprise Day               | La giornata della sorpresa di Sodor   | 7 marzo 2012     |
| 14 | Emily's Winter Party Special     | La grande festa d'inverno di Sodor    | 8 marzo 2012     |
| 15 | Muddy Matters                    | La foto sul giornale                  | 9 marzo 2012     |
| 16 | Whiff's Wish                     | Soffio il grandioso                   | 12 marzo 2012    |
| 17 | Welcome Stafford                 | Benvenuto, Stafford!                  | 13 marzo 2012    |
| 18 | Don't Bother Victor!             | Non disturbate Victor!                | 14 marzo 2012    |
| 19 | Happy Birthday Sir!              | Buon compleanno signore!              | 15 marzo 2012    |
| 20 | The Christmas Tree Express       | Non è Natale senza l'albero di Natale | 25 dicembre 2012 |

## Missione soccorso
Flynn vuole dimostrare agli altri che è in grado di andare anche su strada, anche se non ci ha mai provato.

## Ol' Wheezy ha smesso di funzionare!
Quando Ol' Wheezy smette di funzionare, Thomas va a chiedere aiuto a Den e Dart. Però, Thomas non capisce che le due locomotive preferiscono lavorare insieme.

## Attenzione passa l'espresso!
La vedova Hatt tiene una festa a Knapford per dei visitatori importanti, e Thomas viene incaricato di portare i visitatori in un giro dell'isola di Sodor. Però, Thomas decide di prendere le carrozze del treno espresso.

## Percy e il mostro di Brendam
Salty racconta a Percy la storia del leggendario mostro di Brendam. Percy crede all'esistenza del mostro e va a cercarlo.

## Il pupazzo di neve
Charlie si nasconde dietro ad un pupazzo di neve e fa credere ad Henry che è vivo.

## La foto più bella del mondo
Un fotografo viene sull'isola per scattare delle fotografie alle locomotive. Però, Thomas cerca di essere in tutte le foto.

## Thomas e il treno dei rifiuti
Thomas aiuta Soffio a portare il treno dei rifiuti alla discarica, però cerca di non avere un brutto odore per accompagnare la duchessa di Boxford a prendere il tè con Lady Hatt.

## Lo spaventapasseri
Thomas cerca di spaventare i corvi per tenerli lontani dalla fattoria di McColl, però non fa altro che causare guai.

## Per tutti i respingenti!
Il respingente di Gordon si rompe quando si scontra con un pianale, ma gli viene installato un respingente da locomotiva diesel.

## Percy e la calliope
Percy tenta di salvare una vecchia calliope che ha trovato al deposito di rottami.

## I veri suoni di Sodor
Thomas aiuta un famoso compositore a trovare l'ispirazione per la sua nuova canzone. Però, la locomotiva pensa che i suoi amici sono troppo rumorosi.

## Un regalo per Salty
Edward cerca un regalo di Natale per Salty, siccome la locomotiva diesel non ha tempo per le vacanze.

## La giornata della sorpresa di Sodor
Thomas cerca di fare divertire Gordon nella giornata della sorpresa di Sodor, ma finisce per causare problemi a tutti quanti.

## La grande festa d'inverno di Sodor
Emily cerca di trovare il cappello di Sir Topham, perché solo se si è di grande aiuto si può portare il treno dei regali della festa d'inverno.

## La foto sul giornale
James non si vuole sporcare di fango mentre trasporta le pecore del fattore McColl alla fiera per la giornata del Fattore di Sodor. Però, nonostante si sporchi di fango prima di arrivare alla fiera, riesce a finire in prima pagina sul giornale.

## Soffio il grandioso
Soffio desidera di essere grandioso come Spencer, perciò decide di andare ad aiutare le altre locomotive al posto di rimanere a smistare vagoni di immondizia.

## Benvenuto, Stafford!
Sull'isola di Sodor arriva Stafford, una locomotiva elettrica a batteria. Spencer decide di mostrargli tutta l'isola. Victor avverte Spencer che le sue batterie potrebbero scaricarsi, ma la locomotiva lo ignora.

## Non disturbate Victor!
Il Controllore Smilzo incarica Peter Sam di prendere il suo posto mentre è a Knapford per un incontro con Sir Topham. Però, Peter Sam prende troppo alla lettera ciò che gli dice, ovvero di non disturbare Victor, e decide di non chiedergli aiuto per nessun motivo.

## Buon compleanno signore!
Thomas e Winston cercano una vecchia carrozza aperta come quelle su cui andava Sir Topham da giovane per celebrare il compleanno di Sir Topham.

## Non è Natale senza l'albero di Natale
Rheneas e Toby vanno sull'Isola Nebbiosa alla ricerca dell'albero di Natale per le locomotive delle colline.